# Sacagawea Glacier
Der Sacagawea Glacier ist ein Gletscher in der nördlichen Wind River Range im Westen des US-Bundesstaates Wyoming. Er liegt in einem Kar unmittelbar östlich der kontinentalen Wasserscheide am Hauptkamm der Gebirgskette auf ca. 3700 m Höhe unterhalb von Mount Sacagawea im Südwesten und Mount Helen im Nordwesten. Der Gletscher befindet sich innerhalb der Fitzpatrick Wilderness des Shoshone National Forest und liegt nördlich des Upper Fremont Glacier sowie südlich des Helen Glacier, die allesamt über den North Fork Bull Lake Creek und den Bull Lake Creek in den Wind River entwässern. Zusammen mit einigen umliegenden Gletschern, die sich östlich und westlich des Hauptkamms der Wind River Range verteilen, bildet der Sacagawea Glacier die größte Ansammlung von Gletschern in den US-amerikanischen Rocky Mountains. Benannt wurde der Gletscher, wie auch der Mount Sacagawea, nach Sacagawea, einer Shoshone-Indianerin, die die Lewis-und-Clark-Expedition als Dolmetscherin und Führerin begleitete.
Im Zuge des weltweiten Gletscherschwundes geht auch der Sacagawea Glacier seit mehreren Jahrzehnten deutlich zurück. So verlor der Gletscher zwischen 1966 und 2006 ca. 35 % seiner Fläche. Satellitenbilder belegen, dass sich der Gletscher allein bis 1994 um 270 m zurückgezogen hat, woraufhin sich unterhalb des Gletschers ein kleiner Gletschersee bildete. Der nördliche Teil des Sacagawea Glacier unterhalb des Mount Helen begann sich im Laufe der Zeit vom Rest des Gletschers zu lösen. Im Jahr 2006 war der entstandene See 400 m lang und 150 m breit. Der Rückgang der Gletscherzunge betrug seit 1966 durchschnittlich 350 m. Der nördliche Abschnitt des Gletschers ist seit 2006 vollständig vom Rest des Gletschers getrennt. Der Anteil der schneebedeckten Fläche betrug im Jahr 2006 10 %, was nicht ausreicht, um einen Gletscher zu erhalten. Satellitenbilder des Gletschers aus dem Jahr 2013 deuten darauf hin, dass der Gletscher beginnt, sich vom entstandenen Gletschersee zurückzuziehen. Es gab im Jahr 2013 fast keine verbleibende Schneedecke auf dem Sacagawea Glacier, außerdem hatte sich der Gletscher nun in drei Segmente geteilt. Bei Fortsetzung dieser Entwicklungen werden der Sacagawea Glacier sowie zwei Drittel der Gletscher der Wind River Range innerhalb der nächsten Jahrzehnte vollständig verschwunden sein.

## Belege
1. ↑  Geonames. Abgerufen am 9. Januar 2024.
2. ↑  Sacagawea Glacier | Natural Atlas. Abgerufen am 9. Januar 2024 (englisch).
3. 1 2 3 4  Mauri Pelto: Sacagawea Glacier, Wyoming is Disappearing. In: From a Glacier's Perspective. 2. Juni 2014, abgerufen am 9. Januar 2024 (amerikanisches Englisch).